# NGC 478
NGC 478 è una galassia a spirale situata nella costellazione della Balena a una distanza di circa 283 milioni di anni luce dalla Terra.
Fu scoperta nel 1886 da Francis Preserved Leavenworth.